# Tivetshall
Tivetshall är en civil parish i South Norfolk distrikt i Norfolk grevskap i England, i den sydöstra delen av landet, 140 km nordost om huvudstaden London. Det inkluderar Tivetshall St. Margaret och Tivetshall St. Mary. Parish har 591 invånare (2011). Den bildades den 1 april 2019 genom en sammanslagning av civil parish Tivetshall St. Margaret och Tivetshall St. Mary.